# 蒲原まつり
蒲原まつり（かんばらまつり）は、毎年6月30日から7月2日にかけて新潟県新潟市中央区長嶺町の蒲原神社で、蒲原まつり実行委員会によって行われる祭である。期間中は約20万人が来場する。（2020年から2022年までは中止）

## 概要

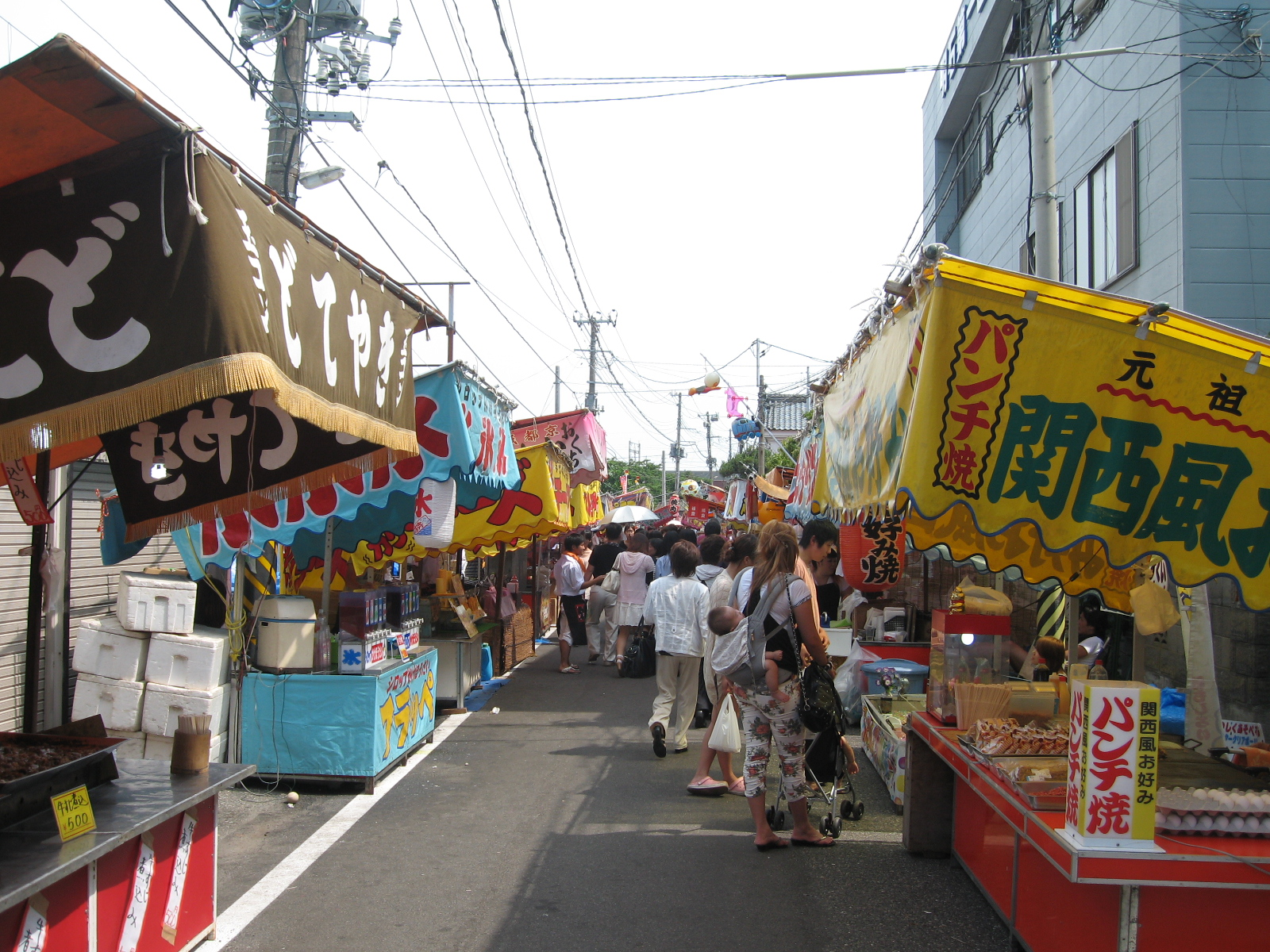
屋台の様子

蒲原神社は、古くは五社神社と呼ばれた神社であり、延喜式内社のひとつとされる古社である。祭神として久久廼智命、加具都知命、金山彦命、水波之売命、埴山姫命の5柱の神（五行の神）を祀る。農業の神として信仰されており、7月1日の夜に蒲原神社神楽殿にて、その年の稲作の豊凶を占う御神籤（おたくせん）の神事が行われる。御神籤は830年の伝統を持つ神事である。
神社の周辺には、縁日のように多くの屋台・的屋が出ることで知られており、柏崎市のえんま市、村上市の村上大祭と並んで、新潟三大高市(たかまち)の一つとされている。露店数は400軒に達し、その総延長は神社正面の道路を中心に延べ1kmに及ぶ。

## 日程
6月30日
- 18時30分 - 宵宮のぼり行列

7月1日
- 10時30分 - 大祈願祭
- 19時00分 - 御神餞
- 20時00分 - 鳥屋野六階節 奉納

7月2日
- 10時30分 - 五穀豊穣祈願祭、太々神楽祈願祭
- 15時00分 - 太々神楽奉納
- 19時00分 - 新崎伊佐弥神楽奉納

## ギャラリー

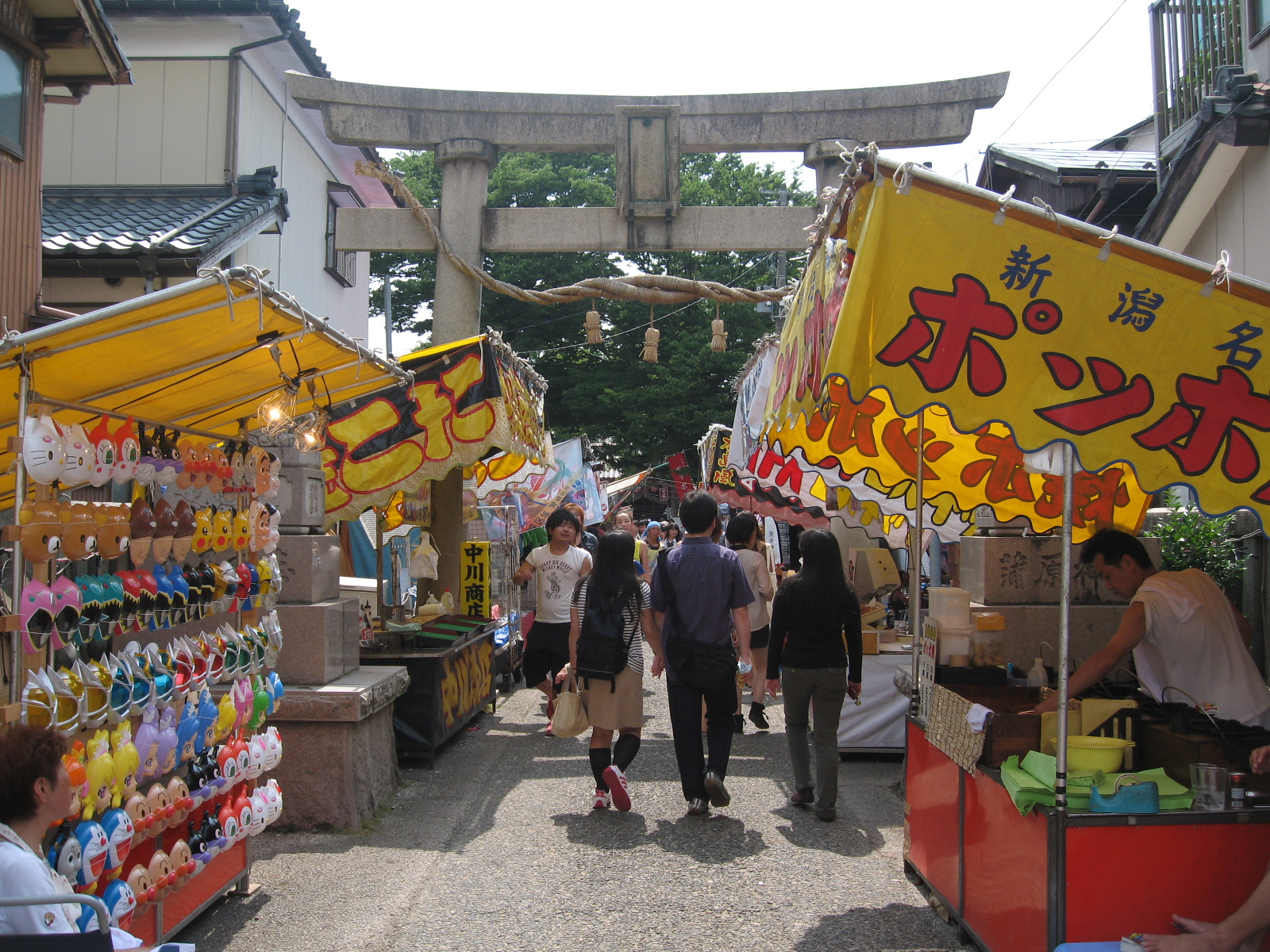
蒲原神社周辺。
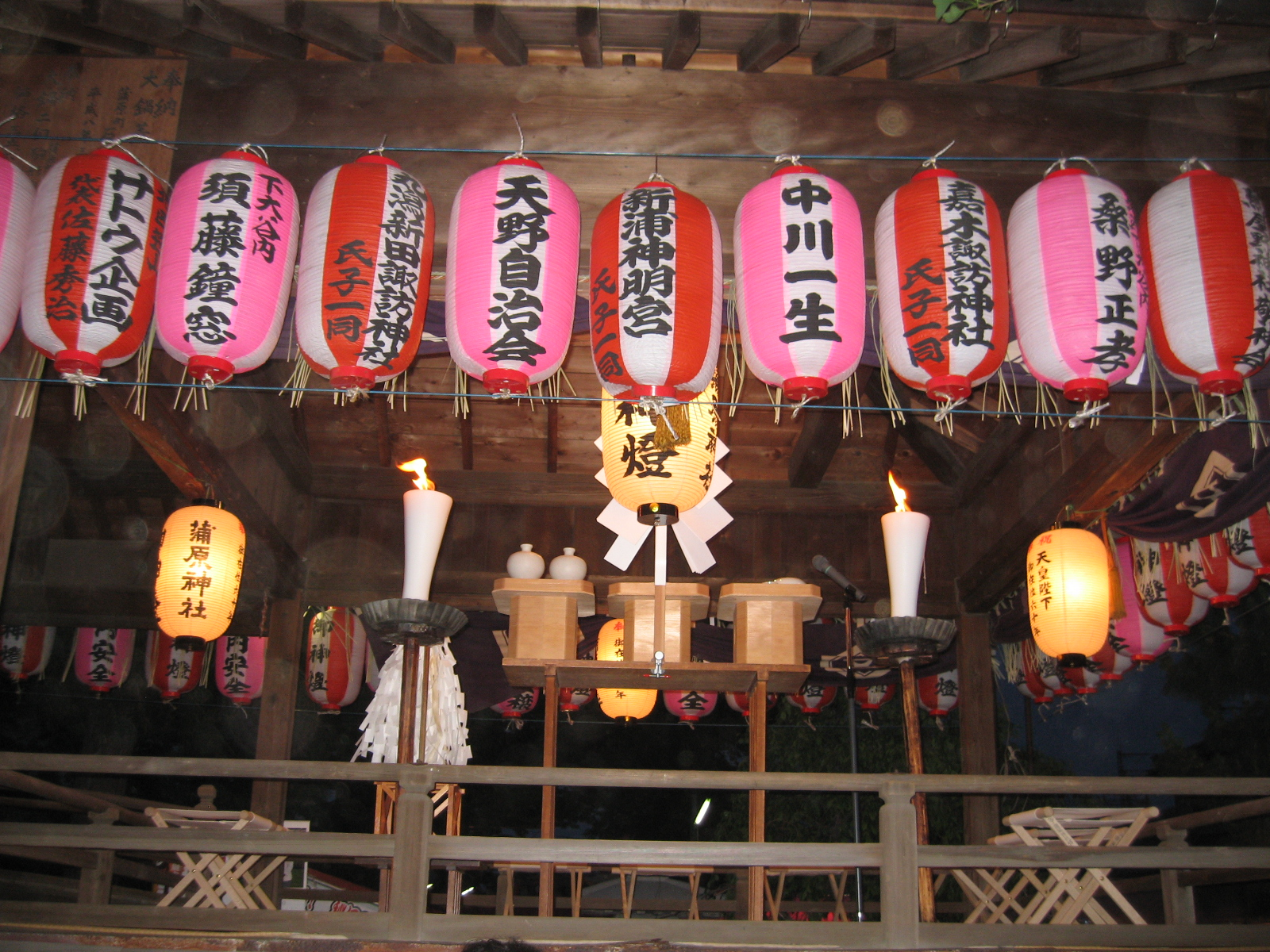
御神餞が行われる祭壇。
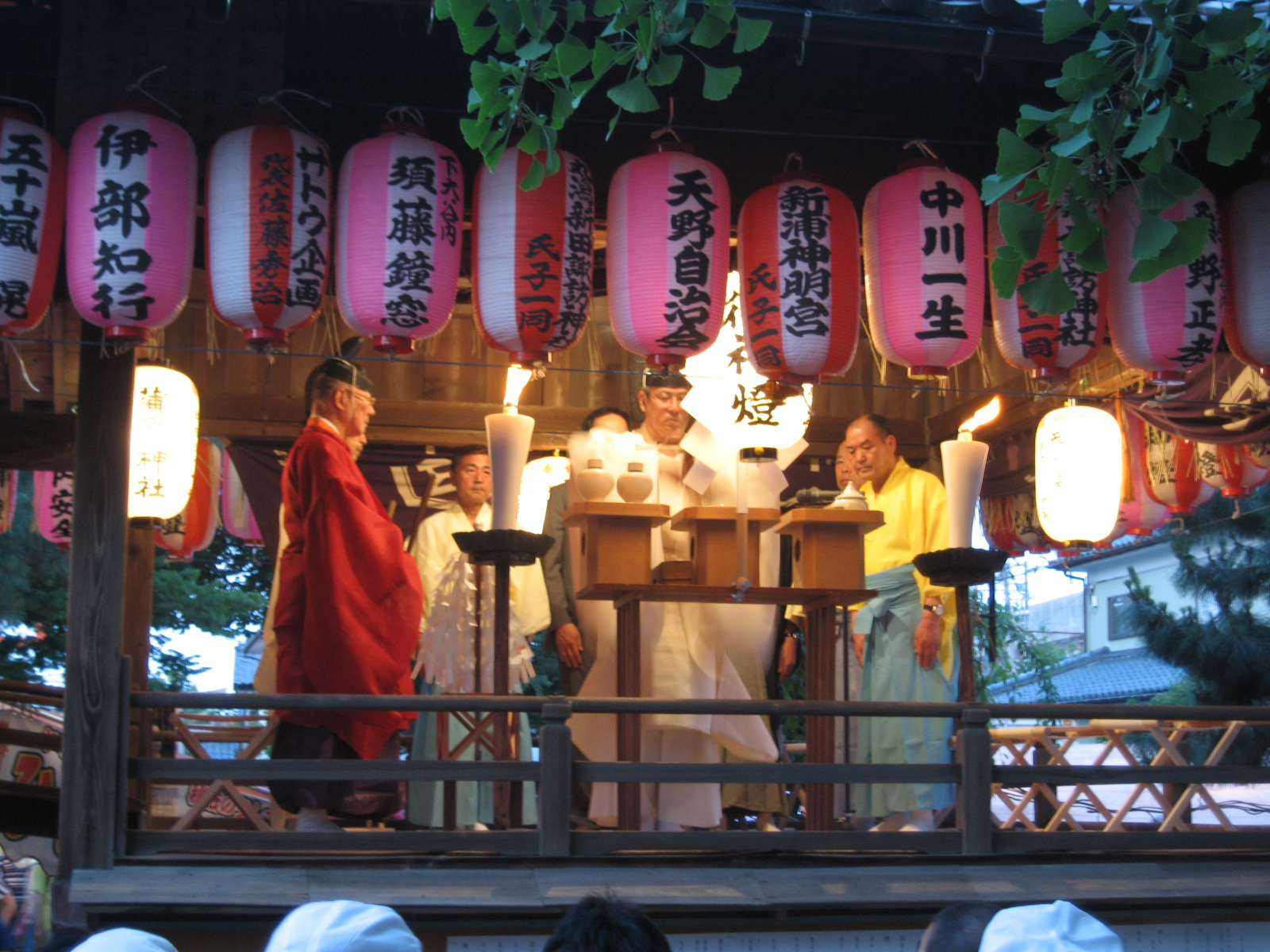
御神餞の様子。
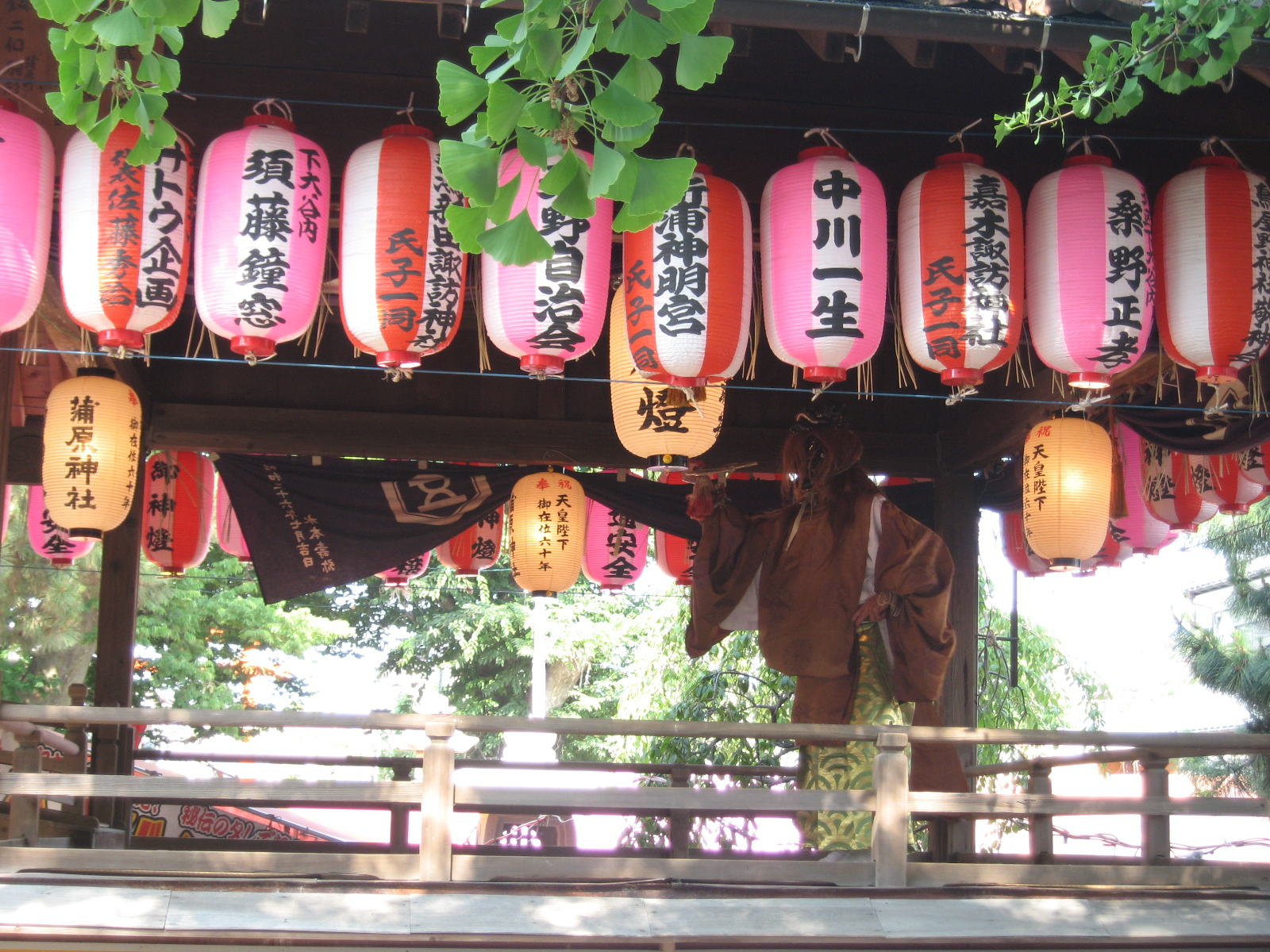
奉納される太々神楽。
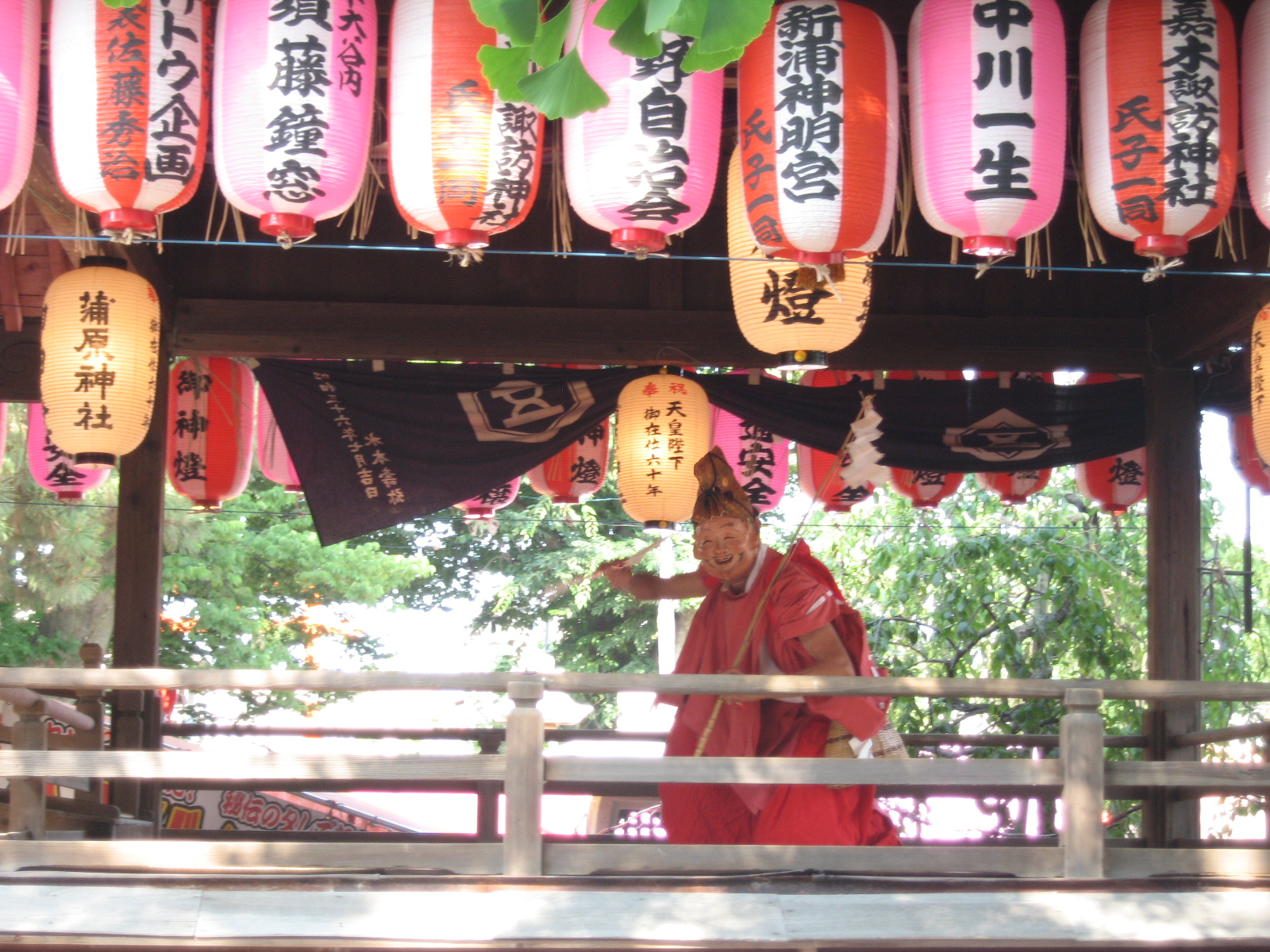
奉納される太々神楽。
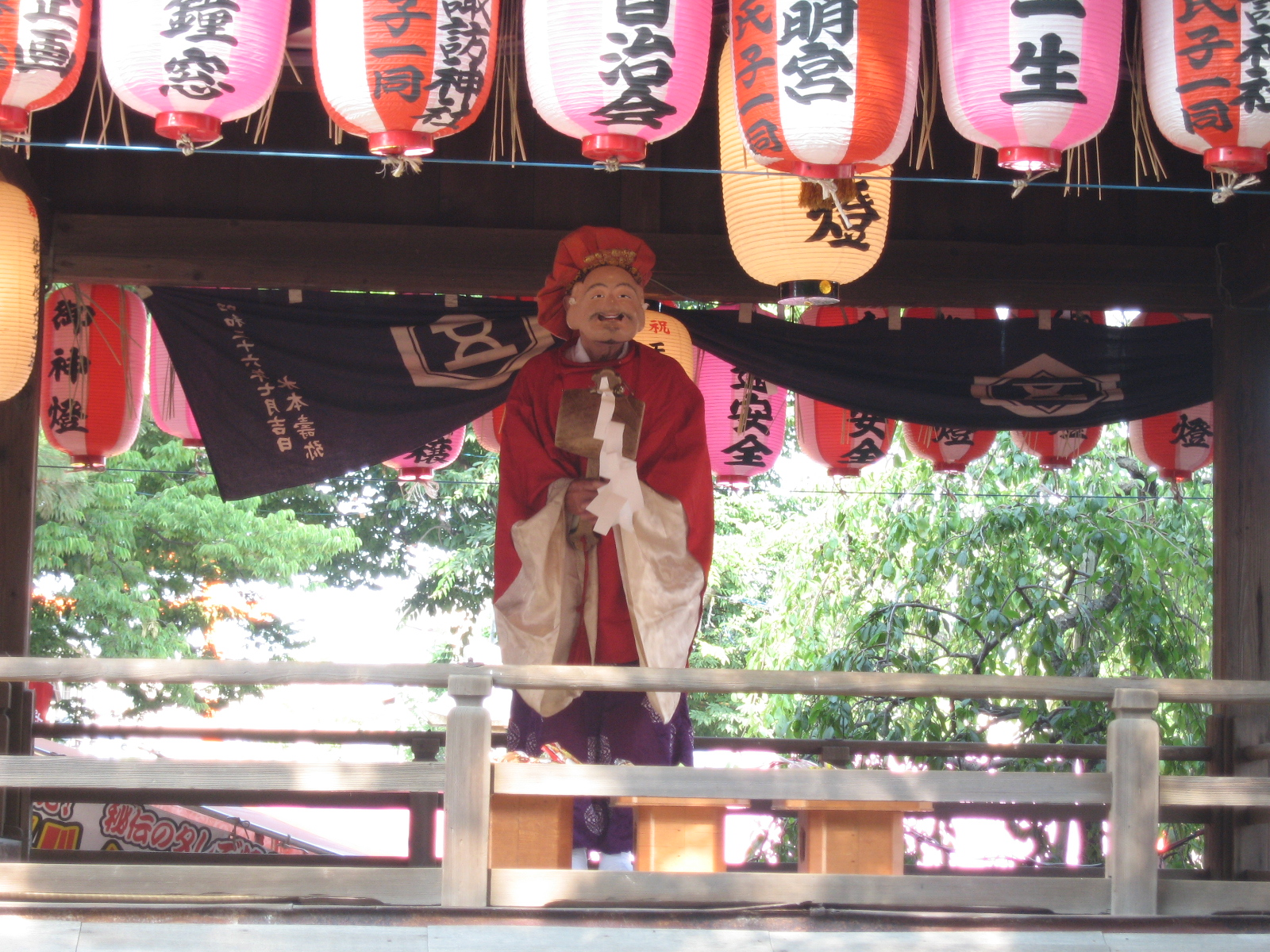
奉納される太々神楽。